# Second Coming (álbum de Stryper)
Second Coming es el noveno álbum de estudio de la banda estadounidense de metal cristiano y hard rock Stryper. Fue publicado originalmente bajo la casa discográfica italiana Frontiers Records el 26 de marzo de 2013.
El disco presenta versiones regrabadas de los tres primeros álbumes de estudio de la banda, incluyendo únicamente dos canciones nuevas. "Blackened" y "Bleeding from Inside Out".

## Lista de canciones
Todas las canciones escritas por Michael Sweet excepto pistas 3, 7, 9 y 11 por M. Sweet y Robert Sweet; pista 12 por Oz Fox.

| N.º | Título                        | Duración |  |
| 1.  | «Loud 'N Clear»               | 3:46     |  |
| 2.  | «Loving You»                  | 4:27     |  |
| 3.  | «Soldiers Under Command»      | 5:08     |  |
| 4.  | «Makes Me Wanna Sing»         | 2:50     |  |
| 5.  | «First Love»                  | 5:22     |  |
| 6.  | «The Rock That Makes Me Roll» | 4:53     |  |
| 7.  | «Reach Out»                   | 5:24     |  |
| 8.  | «Surrender»                   | 4:18     |  |
| 9.  | «To Hell with the Devil»      | 4:06     |  |
| 10. | «Calling on You»              | 3:41     |  |
| 11. | «Free»                        | 3:41     |  |
| 12. | «The Way»                     | 3:37     |  |
| 13. | «Sing Along Song»             | 4:23     |  |
| 14. | «More Than a Man»             | 4:33     |  |
| 15. | «Bleeding from Inside Out»    | 3:44     |  |
| 16. | «Blackened»                   | 3:08     |  |

## Personal
- Michael Sweet - Vocales, guitarra
- Robert Sweet - Batería
- Oz Fox – Guitarra principal, coros
- Tim Gaines – Bajo